# Pseudolysimachion kiusianum
Pseudolysimachion kiusianum là một loài thực vật có hoa trong họ Mã đề. Loài này được (Furumi) Holub miêu tả khoa học đầu tiên năm 1967.